# Akhenaton (rapper)
Akhenaton (IPA: [a.keˈnɑːtɔn]), pseudonimo di Philippe Fragione (Marsiglia, 17 settembre 1968), è un rapper e produttore discografico francese.

## Biografia
Akhenaton nasce a Marsiglia, nel dipartimento delle Bocche del Rodano, da una famiglia di origini italiane (nella fattispecie bassolaziali e campane per parte paterna e toscane, piemontesi ed emiliane per parte materna).
È un MC e produttore rap, convertitosi all'Islam. Si è fatto conoscere come rapper del gruppo IAM, diventando la punta di diamante del rap francese negli anni Novanta e Duemila. È conosciuto anche con diversi pseudonimi: Chill, AKH,  Sentenza, Spectre, Abdelhackim.
Ha creato l'etichetta Côté Obscur, la casa di distribuzione La Cosca e l'etichetta 361 Records specializzata in vinile (33 giri) che produce anche diversi artisti sempre su questo supporto.
Non produce solamente per sé stesso o per gli IAM, ma anche per diversi artisti o gruppi come: Bambi Cruz, Passi, Stomy Bugsy, Chiens de Paille, Fonky Family, Freeman, La Brigade e 3ème Oeil.
Nel 2000 ha co-realizzato con Kamel Saleh il film Comme un aimant.
Nel 2009 ha lavorato in un featuring con i Co'Sang: il brano Rispettiva ammirazione dell'album Vita bona.
Dal 1993 è sposato con Aïcha Fragione.
Nel 2021 è stato ricoverato per crisi respiratoria, dopo che è stato infettato da COVID-19.

## Discografia

### Da solista
Album in studio
- 1995 – Métèque et mat
- 2001 – Sol Invictus
- 2002 – Black album
- 2006 – Soldats de Fortune
- 2014 – Je suis en vie

Colonne sonore
- 1998 – Taxxi, film di Gérard Pirès
- 2000 - Comme un aimant, film di Kamel Saleh et lui-même, composta con Bruno Coulais
- 2010 - Conte de la frustration, telefilm diretto da lui e Didier Daarwin
- 2010 - Il reste du jambon ?, film di Anne Depétrini

Compilation
- 2000 – Electro Cypher: compilation electro
- 2005 – Double Chill Burger - Quality Best Of

Album in collaborazione
- 2011 - We Luv New York (con Faf Larage)
- 2020 - Astéroïde (con Just Music Beats)
- 2021 -The Whole in My Heart (con Napoleon Da Legen)
- 2022 - Latin Quarter (con Nicholas Craven)
- 2023 - Nout (con Meryem Saci)
- 2023 - Monopolium (con Veust Lyricist)